# Pleurothallopsis
Pleurothallopsis är ett släkte av orkidéer. Pleurothallopsis ingår i familjen orkidéer.
Kladogram enligt Catalogue of Life:
| Pleurothallopsis | \| \| Pleurothallopsis carnosa \| \| \| \| \| \| Pleurothallopsis clausa \| \| \| \| \| \| Pleurothallopsis inaequalis \| \| \| \| \| \| Pleurothallopsis insons \| \| \| \| \| \| Pleurothallopsis lehmannii \| \| \| \| \| \| Pleurothallopsis microptera \| \| \| \| \| \| Pleurothallopsis monetalis \| \| \| \| \| \| Pleurothallopsis mulderae \| \| \| \| \| \| Pleurothallopsis nemorosa \| \| \| \| \| \| Pleurothallopsis norae \| \| \| \| \| \| Pleurothallopsis pandurata \| \| \| \| \| \| Pleurothallopsis powersii \| \| \| \| \| \| Pleurothallopsis reichenbachiana \| \| \| \| \| \| Pleurothallopsis striata \| \| \| \| \| \| Pleurothallopsis tubulosa \| \| \| \| \| \| Pleurothallopsis ujarensis \| \| \| \| |
|                  | \| \| Pleurothallopsis carnosa \| \| \| \| \| \| Pleurothallopsis clausa \| \| \| \| \| \| Pleurothallopsis inaequalis \| \| \| \| \| \| Pleurothallopsis insons \| \| \| \| \| \| Pleurothallopsis lehmannii \| \| \| \| \| \| Pleurothallopsis microptera \| \| \| \| \| \| Pleurothallopsis monetalis \| \| \| \| \| \| Pleurothallopsis mulderae \| \| \| \| \| \| Pleurothallopsis nemorosa \| \| \| \| \| \| Pleurothallopsis norae \| \| \| \| \| \| Pleurothallopsis pandurata \| \| \| \| \| \| Pleurothallopsis powersii \| \| \| \| \| \| Pleurothallopsis reichenbachiana \| \| \| \| \| \| Pleurothallopsis striata \| \| \| \| \| \| Pleurothallopsis tubulosa \| \| \| \| \| \| Pleurothallopsis ujarensis \| \| \| \| |
|                  | Pleurothallopsis carnosa |
|                  | |
|                  | Pleurothallopsis clausa |
|                  | |
|                  | Pleurothallopsis inaequalis |
|                  | |
|                  | Pleurothallopsis insons |
|                  | |
|                  | Pleurothallopsis lehmannii |
|                  | |
|                  | Pleurothallopsis microptera |
|                  | |
|                  | Pleurothallopsis monetalis |
|                  | |
|                  | Pleurothallopsis mulderae |
|                  | |
|                  | Pleurothallopsis nemorosa |
|                  | |
|                  | Pleurothallopsis norae |
|                  | |
|                  | Pleurothallopsis pandurata |
|                  | |
|                  | Pleurothallopsis powersii |
|                  | |
|                  | Pleurothallopsis reichenbachiana |
|                  | |
|                  | Pleurothallopsis striata |
|                  | |
|                  | Pleurothallopsis tubulosa |
|                  | |
|                  | Pleurothallopsis ujarensis |
|                  | |